# Tsarenmantel
De tsarenmantel (Argynnis laodice, voorheen geplaatst in het geslacht Argyronome, dat nu veelal als ondergeslacht wordt gezien) is een vlinder uit de familie van de Nymphalidae en de onderfamilie Heliconiinae.
Als rups heeft hij een zwartgrijs uiterlijk met een gele strook op zijn rug met in het midden een donkere streep. Aan de zijkant van zijn lichaam staan zes donkere vlekken. Hij heeft een roodgrijsachtige kop. De pop is glanzend en donkerbruin met fijne zwarte streepjes.
Deze parelmoervlinder is makkelijk herkenbaar aan de kleurverdeling op de onderkant van de achtervleugels. De buitenhelft is lichtbruin en de binnehelft groenachtig. Beide worden van elkaar gescheiden door een rij witte vlekken. Het mannetjes van deze soort hebben op de bovenzijde van hun vleugels twee androconiënstrepen, het wijfje heeft nabij de vleugelpunten dan weer een licht vlekje.
Het verspreidingsgebied van deze vlindersoort strekt zich uit van Centraal-Europa, over Azië tot Japan, maar is erg verbrokkeld. Je treft hem voornamelijk aan langs boswegen en op vochtige weiden. Hij heeft een voorliefde voor bramen en bloemen. De waardplanten zijn viooltjes en meer bepaald het moerasviooltje en hondsviooltje.
De vliegtijd is in juli en augustus. De soort overwintert als ei.